# توني كاري
توني كاري (بالإنجليزية: Tony Carey)‏ هو عازف بيانو ومنتج أسطوانات ومغني أمريكي، ولد في 16 أكتوبر 1953 في واتسونفيل في الولايات المتحدة.

## وصلات خارجية
- الموقع الرسمي
- توني كاري على موقع IMDb (الإنجليزية)
- توني كاري على موقع ألو سيني (الفرنسية)
- توني كاري على موقع ميوزك برينز (الإنجليزية)
- توني كاري على موقع أول موفي (الإنجليزية)
- توني كاري على موقع أول ميوزيك (الإنجليزية)
- توني كاري على موقع ديسكوغز (الإنجليزية)
- توني كاري على موقع قاعدة بيانات الفيلم (الإنجليزية)
- توني كاري على موقع كينوبويسك (الروسية)